# Mosnay
Mosnay é uma comuna francesa na região administrativa do Centro, no departamento Indre. Estende-se por uma área de 24,61 km². Em 2010 a comuna tinha 481 habitantes (densidade: 19,5 hab./km²).